# Diócesis de Lodomeria
La diócesis de Lodomeria o de Volodímir (en latín: Dioecesis Ladimirensis (o Volodimiriensis o Vladimirensis) y en polaco: Diecezja włodzimierska) fue una circunscripción eclesiástica de la Iglesia católica en Ucrania. Se trataba de una diócesis latina, sufragánea de la arquidiócesis de Leópolis. Fue suprimida el 21 de diciembre de 1425, restaurada como diócesis titular en 1809 y suprimida de nuevo en 1833.

## Territorio y organización
La diócesis extendía su jurisdicción sobre los fieles católicos de rito latino residentes inicialmente en Volinia y Podolia, pero luego reducido solo a la primera.
La sede de la diócesis se encontraba en la ciudad de Volodímir (también llamada Lodomeria).

## Historia
Después de que Casimiro el Grande, rey de Polonia, conquistara Volinia (1348/1349), comenzó a preparar la fundación de diócesis de rito latino en estas tierras. En la carta apostólica a los obispos de Polonia Attendentes innumera del 14 de marzo de 1351, el papa Clemente VI menciona este proyecto del rey, y es probable que entre estos septem episcopatus cum suo metropolitano estuviera también el de Lodomeria (Volodímir).
Sin embargo, la primera mención de una diócesis de Lodomeria está en la carta apostólica con la que el 2 de mayo de 1358 el papa Inocencio VI nombró al dominico Piotr para dirigir la ecclesia Ladimiriensis, que había estado vacante durante mucho tiempo. Piotr ya había sido elegido previamente para la sede de Lodomeria por Agostino, obispo titular de Selimbria, por mandato del patriarca latino de Constantinopla, y consagrado por el obispo de Meissen. Este nombramiento fue anulado por Inocencio VI.
La diócesis de Lodomeria incluía Volinia y Podolia, aunque este último territorio pasó más tarde a la diócesis de Kamianets.
Después de la muerte de Piotr, el papa Gregorio XI, con el breve Apostolatus officium del 5 de mayo de 1371, nombró al agustino Hynko como nuevo obispo. El papa informó también de este nombramiento al cabildo de la catedral, a los fieles y al metropolitano de Hálych. Este breve apostólico es el primer testimonio histórico de la existencia de la sede metropolitana de Hálych.
El 14 de julio de 1372 Gregorio XI encargó al arzobispo de Gniezno y a los obispos de Cracovia y Płock que investigaran si la Iglesia de Lodomeria tenía realmente los derechos de una iglesia catedral. La misma investigación se solicitó también para las sedes de Hálych, Przemyśl y Chełm. Evidentemente en la curia romana no estaba claro si estas diócesis eran reales, canónicamente establecidas, o más bien sólo sedes titulares.
La investigación realizada por los prelados polacos confirmó que estas diócesis eran sedes episcopales residenciales. El 13 de febrero de 1375, mediante la bula Debitum pastoralis officii, Gregorio XI reiteró las conclusiones de la comisión pontificia que había creado (ecclesias fuisse et esse Cathedrales). Pero, para eliminar toda duda, el papa erigió de nuevo todas estas diócesis (ipsas ecclesias ad rischiom de novo in Cathedrales erigimus), sometiéndolas a la provincia eclesiástica de Hálych.
Políticamente, Volinia estaba dividida entre Polonia y Lituania. A principios del siglo XV la rivalidad entre los dos poderes llevó a la división de la diócesis de Lodomeria. De hecho, el 17 de febrero de 1400 el papa Bonifacio IX nombró al dominico Gregorio de Butzkow (Grzegorz Buczkowski) para la sede de Lodomeria a petición de Vitautas, gran duque de Lituania. Sin embargo, el mismo papa, a petición del rey polaco Vladislao II, el 12 de mayo de 1404 nombró a otro obispo para Volinia, el carmelita Świętosław, con sede en Lutsk. Volinia quedó así dividida en dos diócesis: Lodomeria para la parte lituana y la diócesis de Lutsk para la parte polaca.
Esta situación provocó, además de dificultades políticas, muchas incomprensiones y quejas en el ámbito eclesiástico. El obispo Gregorio compareció personalmente en el Concilio de Pisa (1409) y acusó al obispo Świętosław de usurpación. El papa pisano Alejandro V, mediante la bula Regimini universalis ecclesiae del 3 de agosto de 1409, encargó al obispo Pietro de Cracovia la tarea de resolver la controversia. Se desconoce el resultado de esta intervención. La división en dos diócesis todavía existía en 1418.
La arquidiócesis de Leópolis fue erigida el 28 de agosto de 1412 mediante la bula In eminenti specula del antipapa Juan XXIII, tras el traslado de la sede arzobispal de Hálych a Leópolis, pasando también Lodomeria a la nueva provincia eclesiástica.
La controversia probablemente terminó sólo después de la muerte de los dos obispos. El 21 de diciembre de 1425 el papa Martín V transfirió propter varias iustas causas la sede de la diócesis de Lodomeria, que había quedado vacante, a Lutsk, in eadem dioecesis, y nombró a Andrzej Spławski como nuevo obispo.

## Episcopologio
- Piotr, O.P. † (2 de mayo de 1358-1370 falleció)
- Hynek (Hynko) Zając z Hasenburga † (5 de mayo de 1371-1373 renunció)
  - Sede vacante (1373-1380)[nota 1]
- Mikołaj † (1380-17 de febrero de 1400 nombrado obispo titular de Selimbria)
- Grzegorz Buczkowski, O.P. † (17 de febrero de 1400-circa 1424 falleció)

### Obispos titulares
- Lev Javorskyj (Leon Jaworowski), O.S.B.M. † (22 de septiembre de 1809-1833 falleció)[nota 2]